# Sam Broomhall
Pas d'image ? Cliquez ici

a Compétitions nationales et continentales officielles uniquement.

b Matchs officiels uniquement.
Dernière mise à jour le 30 août 2018.
Sam Roger Broomhall, né le 29 juillet 1976 à Christchurch en Nouvelle-Zélande, est un joueur de rugby à XV international néo-zélandais, évoluant au poste de troisième ligne (1,93 m pour 103 kg).

## Biographie

### En club
- 2001-2005 : Crusaders (Super 14) et Canterbury (NPC).
- 2005-2008 : ASM Clermont (Top 14).

Il prend sa retraite à l'issue de la saison 2007-2008.

### En équipe nationale
Il a honoré sa première cape internationale en équipe de Nouvelle-Zélande le 20 juillet 2002 à Wellington par une victoire 41-20 contre l'équipe d'Afrique du Sud lors du Tri-nations 2002.

## Palmarès

### En club
Avec Clermont
- Championnat de France : 
  - Finaliste (2) : 2007 et 2008
- Challenge européen : 
  - Vainqueur (1) : 2007

### En équipe nationale
- Vainqueur du Tri-nations en 2002

## Statistiques

### En équipe nationale
Au 29 septembre 2024, Sam Broomhall compte 4 capes en équipe de Nouvelle-Zélande. Il participe à une édition du Tri-nations, en 2002.